# Fundación Instituto Internacional de la Lengua Española

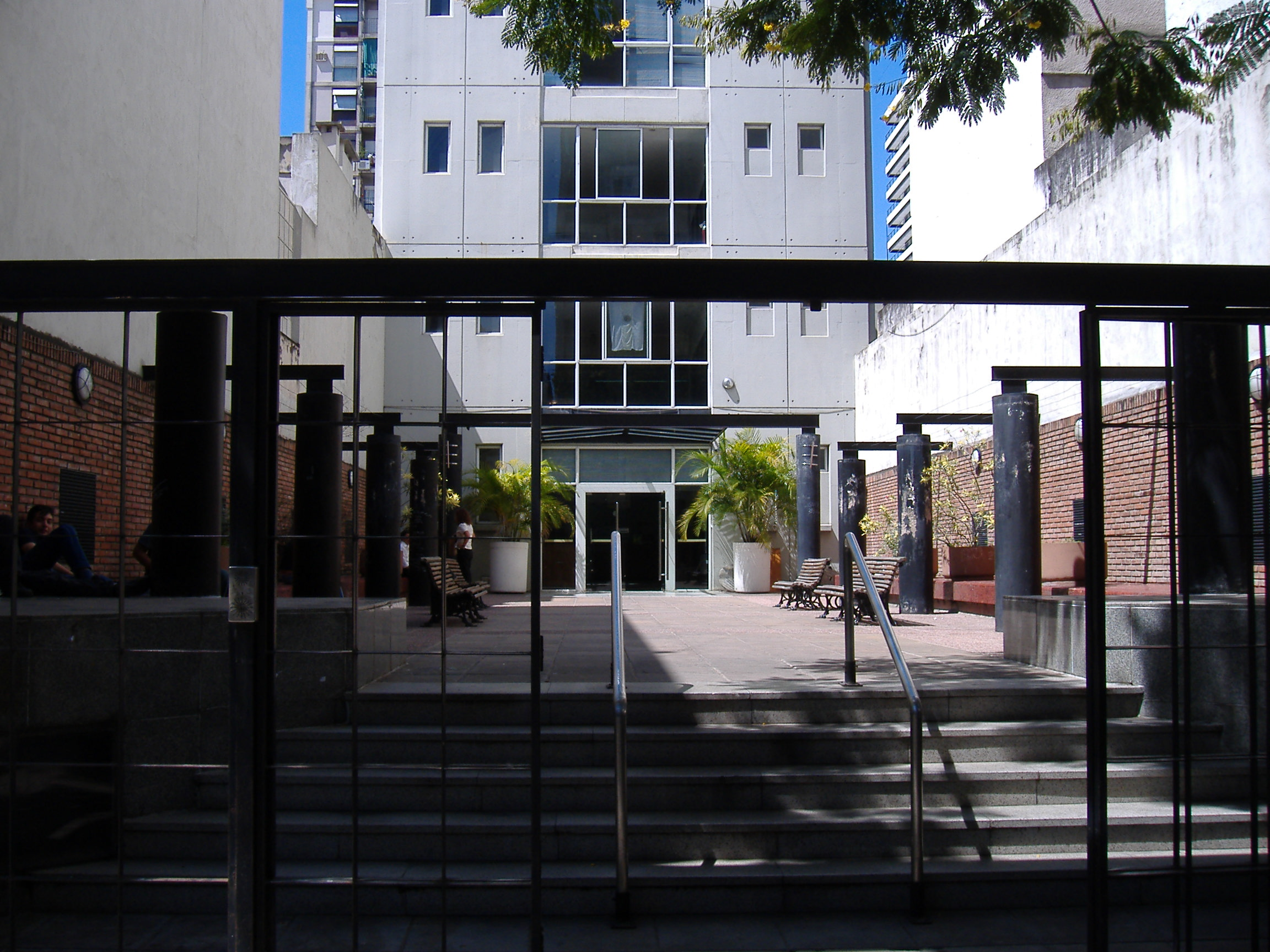
Biblioteca Argentina Juan Álvarez

La Fundación Instituto Internacional de la Lengua Española (FIILE) de Rosario, Argentina, es una iniciativa conjunta público-privada, que busca poner en relieve el valor estratégico de nuestro idioma y aprovechar la inmensa oportunidad que representa tanto a nivel cultural como económico.
Se inspira en la exitosa experiencia del III Congreso Internacional de la Lengua Española, celebrado en Rosario en el 2004, bajo el lema «Identidad Lingüística y Globalización», evento que contó con un inusitado nivel de movilización y participación de la ciudadanía; y se propone recrear ese legado, aún muy presente en la sociedad local y ampliamente reconocido por el Instituto Cervantes.
Las cuatro instituciones asociadas que firmaron el acta fundacional son: el gobierno de la provincia de Santa Fe, la Municipalidad de Rosario, la Universidad Nacional de Rosario y la Bolsa de Comercio de la misma ciudad.
El objeto de la Fundación, explicitado en sus estatutos, es el de contribuir al estudio y la difusión de la lengua española, y a la enseñanza de la misma como lengua extranjera. La Fundación que tiene su sede en la “Biblioteca Argentina Juan Álvarez” tiene previsto a corto plazo, tanto la creación de un Observatorio de la Lengua Española, como la implementación de diversos proyectos vinculados con la valorización de nuestra lengua, y de las potencialidades que ofrece en múltiples sentidos, desde la apertura de oportunidades comerciales que se crean a partir del idioma, hasta el intercambio de conocimiento o producción artística en español.